# Ronny Sigde
Ronny Sigde  (ur. 9 października 1960 w Oslo) – norweski zapaśnik walczący w stylu klasycznym. Dwukrotny olimpijczyk. Odpadł w eliminacjach turnieju w Los Angeles 1984 i Seulu. Startował w kategorii do 57 kg.
Piąty na mistrzostwach świata w 1987 i na mistrzostwach Europy w 1978. Zdobył dziesięć medali na mistrzostwach nordyckich w latach 1977 - 1989. Piąty w Pucharze Świata w 1989 roku.

## Letnie Igrzyska Olimpijskie 1984
| Konkurencja                  | Walki                | Walki                       | Walki                   | Klas. końcowa |
| Konkurencja                  | Pierwsza runda       | Druga runda                 | Trzecia runda           | Miejsce       |
| ---------------------------- | -------------------- | --------------------------- | ----------------------- | ------------- |
| styl klasyczny, waga kogucia | Ilpo Seppälä (FIN) W | Antonino Caltabiano (ITA) P | Benni Ljungbeck (SWE) P | elimninacje   |

## Letnie Igrzyska Olimpijskie 1988
| Konkurencja                  | Walki               | Walki                 | Walki                 | Klas. końcowa |
| Konkurencja                  | Pierwsza runda      | Druga runda           | Trzecia runda         | Miejsce       |
| ---------------------------- | ------------------- | --------------------- | --------------------- | ------------- |
| styl klasyczny, waga kogucia | Ahad Pazadż (IRN) W | Heo Byeong-ho (KOR) P | Anthony Amado (USA) P | eliminacje    |